# Канон (искусство)
Кано́н (др.-греч. κανών — прави́ло, отвес, эталон, линейка) — неизменная, консервативная либо традиционная совокупность норм и правил какой-либо деятельности, принципиально не подлежащая пересмотру или развитию. Исследователи выводят происхождение греческого термина «канон» от западно-семитского слова qānoeh/ḳānu — «мера длины», обозначавшего тростниковый шест, который использовали в качестве эталона мер. Отсюда др.-греч. κανης, лат. canna — тростник, камыш, палка. В античности появился и другой инструмент: отвес — нить с гирькой для определения вертикали и прямого угла при строительных работах. Этот инструмент также называли греческим словом «канон».
В эзотерических учениях древности «канон» — свод основных понятий, отражающих принципы устройства Вселенной, тайна, в которую посвящали иерофантов. Египетские жрецы использовали мерные жезлы; в относительно поздних текстах они также называются по-гречески «каноном», однако упоминания о применении этого понятия к изобразительному искусству отсутствуют. Только в эллинистический период в текстах храма Гора в Эдфу (II в. до н. э.) появляется слово «предписание», возможно представляющее собой «кальку» греческого понятия.
Поэтому первым, кто применил слово «канон» к изобразительному искусству, считается древнегреческий скульптор Поликлет из Аргоса. Однако теоретическое сочинение «Канон» (Κανών), которое, согласно античным хронографам, было написано Поликлетом, утрачено. В этом сочинении Поликлет якобы сформулировал норму идеальных пропорций мужской фигуры и изложил собственное понимание гармонии. Предполагается также, что скульптор выполнил знаменитую статую «Дорифор» (450—440 гг. до н. э.), которую так и назвали «Канон Поликлета», в качестве иллюстрации своей теории и образца для подражания. Известно также, что в IV в. до н. э. теорию пропорций разрабатывали многие древнегреческие скульпторы, в том числе Эвфранор (Евфранор) из Истма (Витрувий, Кн. 7, Вступление, 14; Плиний XXXIV, 77; XXXV, 128).
Философ-антиковед А. Ф. Лосев дал понятию канона следующее определение: «Канон есть воспроизведение некоторого определённого оригинала и образца, являясь в то же время и оригиналом, и образцом для всевозможных его воспроизведений». Однако такое определение явно недостаточно. Одна из проблем искусствознания заключается не в определении канона как такового, которое менялось в отношении разных эпох и стран, а в том следует ли считать какой-либо исторический тип искусства, направление, стиль или жанр каноническими. Так, например, в историческом развитии искусства Древнего Египта, которое представляется нам жёстко регламентированным, не все произведения следовали религиозному или иному канону. Были периоды, например Амарнского искусства, вообще выходящие за рамки любых норм и правил. И вообще, если искусство представляет собой художественное творчество, то оно не может следовать никаким внешним предписаниям и правилам. Художественный замысел, идея, формообразование, композиция и стиль произведения следуют иным закономерностям, внутренне присущим тому или иному виду искусства.
В средневековье канониками (лат. canоnicus — «связанные нормами») называли приверженцев «гармонической школы», рациональной теории гармонии, восходящей к трудам античных философов (у Эпикура каноника это логика как раздел философии). В католической церкви каноник — член кафедрального либо коллегиального капитула, священнослужитель, внесённый в канон (список епархии).
Канон влияет на художественное творчество извне, нормативно. Канон— внехудожественная, идеологическая нормативная система, ограничивающая содержание и форму произведений искусства «со стороны», в том числе с использованием жёстких организационных мер. Правила и предписания не имеют творческого смысла, поэтому метод и стиль развиваются, а канон сдерживает, ограничивает их развитие, иногда даже с пользой для дела. Но в итоге канон, так или иначе, «взламывается изнутри» и тогда его заменяют новым. Художники, преодолевающие ограничения канона, в том числе в церковном искусстве, становятся провозвестниками новых идей и форм. Так было в эпоху творчества мастеров итальянского Возрождения или в живописи русских «передвижников» второй половины XIX века. Между тем, как бы вопреки этому основному правилу, существуют области изобразительного творчества, в которых именно канон составляет их специфику. Например, византийская и древнерусская иконопись и фреска, где каноном регламентируется иконография, способы изображения и даже технические приёмы и материалы. В результате этой особенности неизбежно обостряются противоречия между предписаниями и индивидуальностью мастера, особенностями школы и требованиями заказчика, и много другое. Даже в канонических видах искусства происходит медленное, но неуклонное развитие творческих методов и историко-региональных стилей. Таким образом, возникает проблема, парадоксально называемая «историческим развитием канона».
Программно каноническим является академическое искусство. Со времени основания первых художественных академий в XVI веке формировались вневременно́й идеал красоты и канонические образцы прекрасного искусства, которым должны следовать художники. Понятие академизма в искусстве близко понятию классицизма, но отличается консервативностью и догматизмом. На протяжении веков к каноническим образцам относили искусство периода древнегреческой классики (середины V века до н. э.) и римского классицизма первой трети XVI века, прежде всего творчество «божественного Рафаэля» и его последователей, например художников болонской школы.
Термин «академизм» используют также в самом широком смысле для обозначения совокупных «консервативных тенденций в искусстве, художественных течений, школ и мастеров, следующих правилам и канонам, авторитетам, классическим образцам искусства прошлого, художественная ценность которых считается абсолютной, непревзойдённой, независящей от места и времени». Академизм в искусстве имеет как положительное, так и отрицательное значение. Его главная функция — охранительная. Без деятельности академий невозможно представить развитие художественной культуры XIX—XX веков. Академизм является основой любой художественной школы как образовательного учреждения, основные учебные дисциплины которой так и называются: академический рисунок, академическая живопись. Однако, многие прогрессивные художники восставали против Академий и академизма, препятствующих поиску новых путей и творческих методов в искусстве. Этим объясняется возникновение частных «академий», а по сути рисовальных студий, создаваемых передовыми художниками: Академии Жюлиана, Каррьера и Рансона в Париже, школа А. Ашбе в Мюнхене.
В начале и первой половине XX века в искусстве в связи с появлением авангарда и модернизма, а затем, во второй половине столетия, постмодернизма и новых видов творчества, последовательно разрушались или видоизменялись отношения и связи с классикой. Поэтому проблема канона в актуальных формах творчества (не обязательно художественного) перестала существовать.